# ويليام هوبكينز
ويليام هوبكينز (بالإنجليزية: William Hopkins)‏ (و. 1793 – 1866 م) هو رياضياتي، ولاعب كركيت، وجيولوجي من المملكة المتحدة لبريطانيا العظمى وأيرلندا، ولد في نوتنغهامشير، كان عضوًا في الجمعية الملكية، توفي في كامبريج، عن عمر يناهز 73 عاماً.

## مناصب
تولى منصب قائمة رؤساء جمعية لندن الجيولوجية (1851–1853).

## التعليم
تعلم في بيترهاوس ‏.

## جوائز
حصل على جوائز منها:
- ميدالية ولاستون (1850)
- زميل في الجمعية الملكية.